# F1 (handgranaat)
De F1 (Russisch: Ф-1) handgranaat bijgenaamd de limonka ("citroentje") is een 'defensieve' granaat. De F1 bevat 60 gram explosieve lading (TNT). Het totale gewicht van de granaat is ongeveer 600 gram. Het UZRGM slagpijpje is een universeel Russisch type dat ook wordt gebruikt in de RG-41, RG-42, en RGD-5 granaten. De standaardvertraging voor deze buis is 3,5 tot 4 seconden. Er zijn echter varianten beschikbaar die een vertraging hebben tussen de nul en 13 seconden; deze worden specifiek gebruikt voor boobytraps.

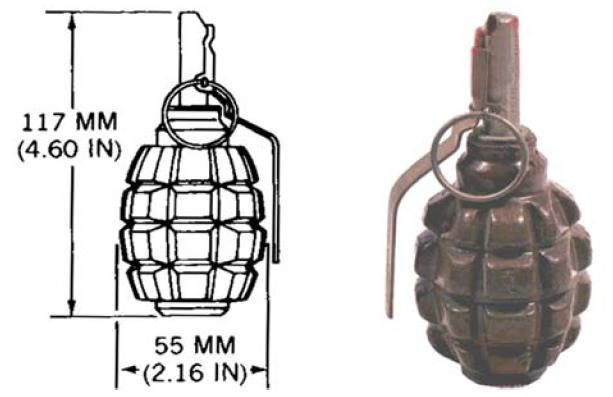
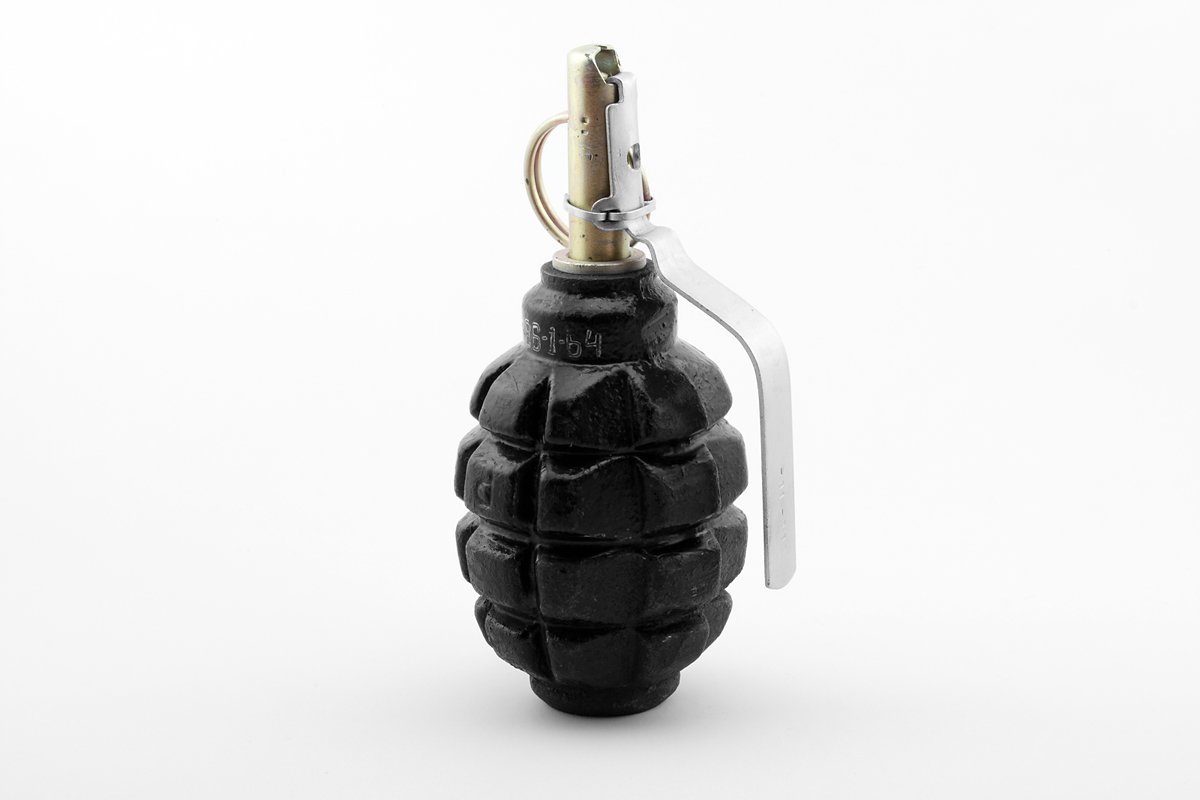
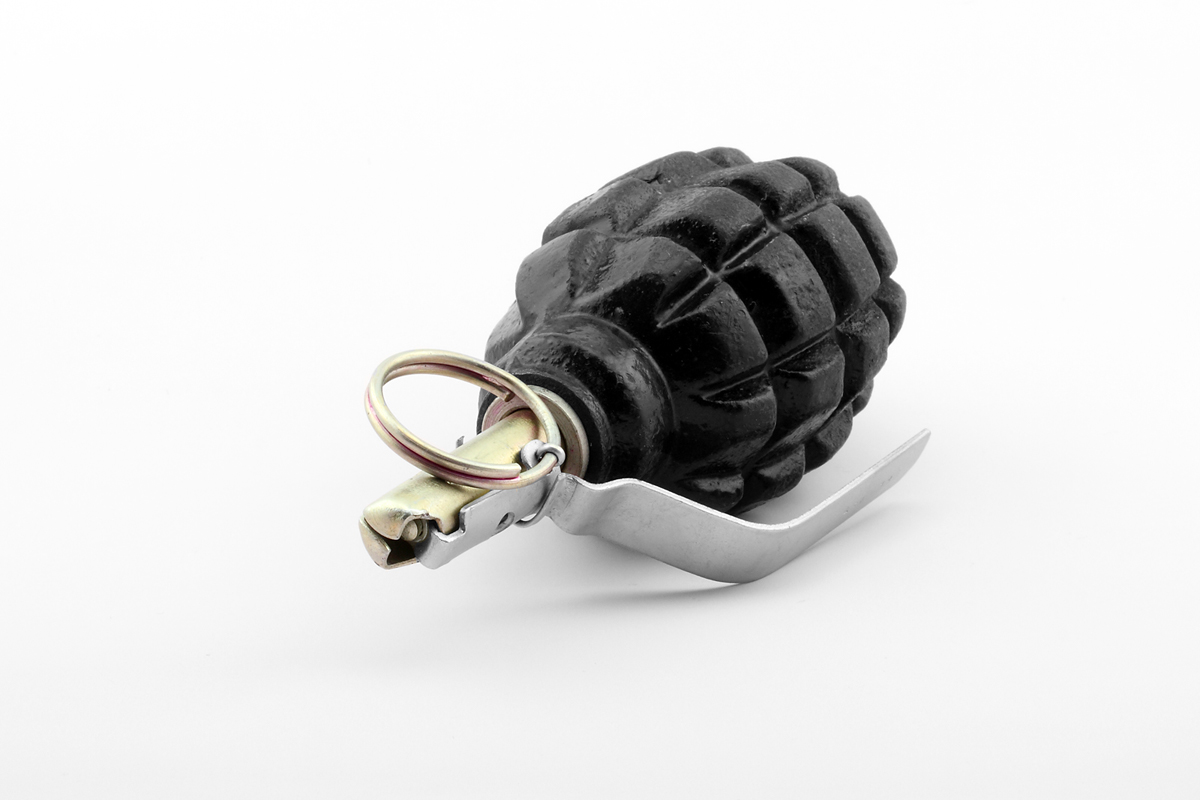